# Volker von Fulach
Volker von Fulach (* 13. Jahrhundert vermutlich bei Herblingen; † vermutlich am 15. November 1305 in Wettingen) war Abt im Kloster Wettingen.

## Leben und Wirken
Volker von Fulach entstammte möglicherweise der gleichnamigen adligen Familie, deren Wohnsitz im wüsten Flecken bei Herblingen nahe Schaffhausen gelegen war. Erste schriftliche Erwähnung findet er am 18. Februar 1267, wo er als Subprior in Wettingen, ein Jahr später als «Capellanus» unter Abt Ulrich genannt wird. 1284/1285 vertritt von Fulach als Gubernator das Kloster Selnau. Weiterhin findet sich sein Name am 13. Januar 1273 und am 11. September 1374 als Prior, ab 6. November 1278 bis zu seinem Tod mehrfach als Abt.
In der Zeit seines Abbatiats wurden von Wettingen erstmals Güter in Kleinbasel erworben. Fulach gilt als Wegbereiter verschiedener Besitzungen im Limmattal und Liquidator bei Wädenswil und in der Innerschweiz. Um 1291 erreicht er die enge politische Anlehnung an  Zürich, deren Bürgerrechte er  am 26. Januar 1293 erhielt. Unter Fulach fand 1294 die zweite Kirchweihe Wettingens statt, bei der unter anderem das neue Querhaus, der Chor, sowie 14 Altäre dem Bestand zugeführt werden konnten. Sein Nachfolger war in den Jahren 1306–1308 Ulrich Wolleb.